# Посмішка ЮА
Благодійний фонд «Посмішка ЮА» — благодійна організація, яка працює з 2013 року для людей, які опинилися в складних життєвих обставинах та об'єднує тих, хто хоче їм допомогти. Фонд був заснований в Запоріжжі та наразі реалізує соціальні проєкти у співпраці з міжнародними гуманітарними організаціями, залучаючи до взаємодії державні органи влади та неурядові громадські організації.
Фонд має гарячу лінію безоплатної психологічної допомоги. Команда з більш ніж сотні психологів, фасилітаторів, юристів та координаторів надають підтримку людям у 19 областях України.

## Робота фонду під час повномасштабного вторгнення
З 2014 року фонд «Посмішка ЮА» надає допомогу людям, які постраждали внаслідок військового вторгнення на територію України. До 22 лютого 2022 року стало працював на території Донецької та деяких громад Луганської області, на території підконтрольній Уряду України. Спеціалісти фонду працювали в найвіддаленіших громадах, надаючи психосоціальну допомогу людям, які проживали поруч з лінією розмежування і не мали доступу до інтернету та соціальних послуг.
Із початком збройної агресії Росії проти України, 24.02.2023 року працює в режимі гуманітарного реагування. Команду фонду, що працювала в офісах в Авдіївці та Бахмуті було евакуйовано в Запоріжжя, Дніпро, Київ на інші міста.

## Напрямки діяльності благодійного фонду «Посмішка ЮА»
Благодійний фонд «Посмішка ЮА» здійснює діяльність, спрямовану на допомогу людям у покращенні їхнього життя. Основні напрямки діяльності фонду включають:
- Соціальна підтримка та зайнятість. Фонд допомагає людям знайти роботу, навчатися і самостійно заробляти, надаючи необхідні ресурси та підтримку.
- Забезпечення продовольством та засобами існування. Фонд забезпечує доступ до безпечних продуктів харчування та необхідних засобів існування, надаючи харчові набори, теплі речі, побутові речі та інші необхідні предмети.
- Доступ до безпечної води та санітарії. Фонд «Посмішка ЮА» працює над забезпеченням населення безпечною питною водою, водопостачанням та покращенням санітарних умов, надає гуманітарну допомогу гігієнічними наборами для сімей та установ.
- Освіта та надолуження освітніх втрат.[3]
Фонд сприяє доступу до якісної освіти для дітей і молоді, забезпечуючи їх право на навчання та створюючи підтримувальне і безпечне середовище для освітнього процесу. Відкриває Цифрові освітні центри[4] та Центри надолуження освітніх втрат, покращує доступ до шкільної та дошкільної освіти, а також проводить навчання для освітян з сучасних підходів до роботи з дітьми, надання першої психологічної допомоги та соціалізації дітей.
- Психосоціальна підтримка та ментальне здоров'я. Фонд відкриває дружні простори для дітей, молоді та сімей, впроваджує роботу мобільних команд[5] психосоціальної підтримки у віддалених населених пунктах громад, впроваджує тренінгові проєкти з посилення обізнаності про психічне та метальне здоров'я для фахівців допоміжних професій.
- Покращення умов тимчасового проживання. Фонд «Посмішка ЮА» працює над покращенням умов тимчасового проживання та забезпеченням основними предметами першої необхідності людей, які втратили житло через воєнні конфлікти, природні катастрофи або інші надзвичайні ситуації.[6]
- Захист та протидія насильству. Фонд впроваджує роботу мобільних бригад соціально-психологічної допомоги для постраждалих, координує роботу Центру допомоги врятованим у м. Запоріжжя та м. Суми, надає послуги комплексного соціального супроводу для постраждалих від гендерно зумовленого насильства та сексуальному насильству, пов'язаному з конфліктом, а також програми з інформування про мінну небезпеку.

## Здобутки фонду
У 2022 році фонд «Посмішка ЮА» залучив понад 118 мільйонів гривень для надання допомоги людям. Завдяки цим коштам, більше 920 000 людей отримали необхідну психосоціальну та гуманітарну підтримку. Зокрема, понад 20 000 осіб, які постраждали від гендерно зумовленого насильства та соціально-небезпечних психічних криз, отримали спеціалізовану психосоціальну допомогу від фонду.

## Благодійні проєкти
Фонд «Посмішка ЮА» застосовує комплексний підхід, спрямований на розвиток системи сервісів, що включає надання прямої допомоги бенефіціарам, а також сприяння змінам у громадах через підвищення ефективності державних служб і інституцій, організацію навчання для фахівців та фахівчинь.
Мета роботи фонду — побудувати та посилити систему ефективної координації та співпраці з громадськими організаціями та державними службами на різних рівнях у сфері захисту.

## Партнерства
Фонд має сталі партнерства з міжнародними організаціями та фондами, урядами інших країн, а також є імплементаційним партнером UNFPA, Фонду ООН у галузі народонаселення, Гуманітарного фонду для України (UHF), UNICEF, WFP та Міжнародної організації з міграції (IOM), а також партнерства з державними органами влади на рівні громад, областей та Уряду.
Реалізує проєкти у партнерстві з Офісом уповноваженого ВРУ з прав людини ВРУ, Офісом Генерального прокурора України та впроваджуємо проєкти, створені за ініціативи Офісу Віцепрем'єрки з питань європейської та євроатлантичної інтеграції.